# Corallana leopoldi
Corallana leopoldi är en kräftdjursart som först beskrevs av Hugo Frederik Nierstrasz 1930.  Corallana leopoldi ingår i släktet Corallana och familjen Corallanidae. Inga underarter finns listade i Catalogue of Life.